# Paula Moltzan
Paula Moltzan (Robbinsdale, 7 aprile 1994) è una sciatrice alpina statunitense.

## Biografia
Paula Moltzan, originaria di Lakeville, ha debuttato in campo internazionale partecipando allo slalom speciale di Loveland del 2 dicembre 2009 valido per la  Nor-Am Cup, giungendo 45ª. In Coppa del Mondo ha esordito il 25 novembre 2012 ad Aspen nella medesima specialità, senza completare la prima manche. Il 7 gennaio 2013 a Zinal in slalom gigante ha esordito in Coppa Europa, senza qualificarsi per la seconda manche, e il 5 dicembre dello stesso anno ha conquistato il primo podio in Nor-Am Cup arrivando 3ª in slalom speciale. Pochi giorni dopo, il 18 dicembre, a colto a Vail la sua prima vittoria nel circuito continentale nordamericano, ancora in slalom speciale.
Ai Mondiali di Vail/Beaver Creek 2015, sua prima presenza iridata, è stata 20ª nello slalom speciale, mentre il 9 marzo dello stesso anno ha conquistato la medaglia d'oro nello slalom speciale ai Mondiali juniores di Hafjell. Ai Mondiali di Åre 2019 è stata 18ª nello slalom speciale e non ha completato lo slalom gigante; il 26 novembre 2020 ha conquistato a Lech/Zürs in slalom parallelo il primo podio in Coppa del Mondo (2ª) e ai successivi Mondiali di Cortina d'Ampezzo 2021 si è piazzata 4ª nello slalom parallelo, 6ª nella gara a squadre e non ha completato slalom gigante e slalom speciale. Ai XXIV Giochi olimpici invernali di Pechino 2022, suo esordio olimpico, si è classificata 12ª nello slalom gigante, 8ª nello slalom speciale e 4ª nella gara a squadre; ai successivi Mondiali di Courchevel/Méribel 2023 ha vinto la medaglia d'oro nella gara a squadre e non ha completato lo slalom gigante, mentre a quelli di Saalbach-Hinterglemm 2025 ha vinto la medaglia di bronzo nello slalom gigante e si è piazzata 4ª nello slalom speciale, 4ª nella combinata a squadre e 4ª nella gara a squadre.

## Palmarès

### Mondiali
- 2 medaglie:
  - 1 oro (gara a squadre a Courchevel/Méribel 2023)
  - 1 bronzo (slalom gigante a Saalbach-Hinterglemm 2025)

### Mondiali juniores
- 1 medaglia:
  - 1 oro (slalom speciale a Hafjell 2015)

### Coppa del Mondo
- Miglior piazzamento in classifica generale: 12ª nel 2025
- 5 podi (1 in slalom gigante, 3 in slalom speciale, 1 in parallelo):
  - 2 secondi posti (1 in slalom speciale, 1 in parallelo)
  - 3 terzi posti (1 in slalom gigante, 2 in slalom speciale)

### Coppa Europa
- Miglior piazzamento in classifica generale: 61ª nel 2021
- 2 podi:
  - 1 vittoria
  - 1 terzo posto

#### Coppa Europa - vittorie
| Data             | Località     | Paese  | Specialità |
| ---------------- | ------------ | ------ | ---------- |
| 16 dicembre 2022 | Valle Aurina | Italia | SL         |

Legenda:

SL = slalom speciale

### Nor-Am Cup
- Miglior piazzamento in classifica generale: 3ª nel 2015
  - 22 podi
  - 8 vittorie
  - 8 secondi posti
  - 6 terzi posti

#### Nor-Am Cup - vittorie
| Data             | Località       | Paese       | Specialità |
| ---------------- | -------------- | ----------- | ---------- |
| 18 dicembre 2013 | Vail           | Stati Uniti | SL         |
| 22 febbraio 2015 | Calgary        | Canada      | SL         |
| 22 marzo 2015    | Burke Mountain | Stati Uniti | SL         |
| 23 marzo 2015    | Burke Mountain | Stati Uniti | SL         |
| 5 febbraio 2016  | Mont Garceau   | Canada      | GS         |
| 2 gennaio 2017   | Burke Mountain | Stati Uniti | GS         |
| 4 gennaio 2017   | Burke Mountain | Stati Uniti | SL         |
| 13 marzo 2018    | Kimberley      | Canada      | SL         |

Legenda:

GS = slalom gigante

SL = slalom speciale

### Australia New Zealand Cup
- Miglior piazzamento in classifica generale: 13ª nel 2014
- 1 podio:
  - 1 vittoria

#### Australia New Zealand Cup - vittorie
| Data           | Località     | Paese         | Specialità |
| -------------- | ------------ | ------------- | ---------- |
| 21 agosto 2013 | Coronet Peak | Nuova Zelanda | SL         |

Legenda:

SL = slalom speciale

### Campionati statunitensi
- 7 medaglie[1]:
  - 4 ori (slalom gigante, slalom speciale nel 2022; slalom gigante nel 2023; slalom gigante nel 2024)
  - 3 argenti (slalom gigante, slalom speciale nel 2015; slalom speciale nel 2019)